# عصب تحت كتفي سفلي
العصب تحت الكتفي السفلي هو الفرع الثالث من الحبل الخلفي للضفيرة العضدية، وهو المسؤول عن الإمداد العصبي للجزء السلفي من عضلة تحت الكتف والعضلة المدورة الكبيرة.

## التركيب
يتكون العصب تحت الكتفي السفلي من ألياف عصبية تنشأ من الفروع البطنانية لزوجي الأعصاب الشوكية العنقية ع5 وع6، وهذا العصب هو الفرع الثالث من الحبل الخلفي للضفيرة العضدية. ويعطي هذا العصب تفرعات عصبية لعضلتين، وهما:
- عضلة تحت الكتف:[3] في العادة يعطي العصب أربعة تفرعات صعبية لتغذيتها، وفي بعض الأحيان يمكن أن تصل التفرعات إلى ثمانية.
- العضلة المدورة الكبيرة .[3][4]

## الوظيفة
يغذي العصب تحت الكتفي السفلي عضلة تحت الكتف والعضلة المدورة الكبيرة، وهما يقومان بتبعيد عظمة العضد وتدويرها إنسيًا.